# Tangara à dos d'or
Cnemathraupis aureodorsalis
Espèce
Statut de conservation UICN

 EN B1ab(iii,v);C2a(i) : En danger
Synonymes
- Buthraupis eximia aureodorsalis
- Bangsia aureodorsalis

Le Tangara à dos dʼor (Cnemathraupis aureodorsalis) est une espèce de petits passereaux de la famille des Thraupidae. Il est endémique au Pérou.
Il est parfois appelé Tangara à dos doré. C'est une espèce monotypique (non subdivisée en sous-espèces) autrefois considérée comme une sous-espèce de Tangara à poitrine noire (Buthraupis eximia).

## Référence
- Blake & Hocking, 1974 : Two new species of tanager from Peru. Wilson Bulletin, 86-4 pp 321-324. Texte original